# 위청구

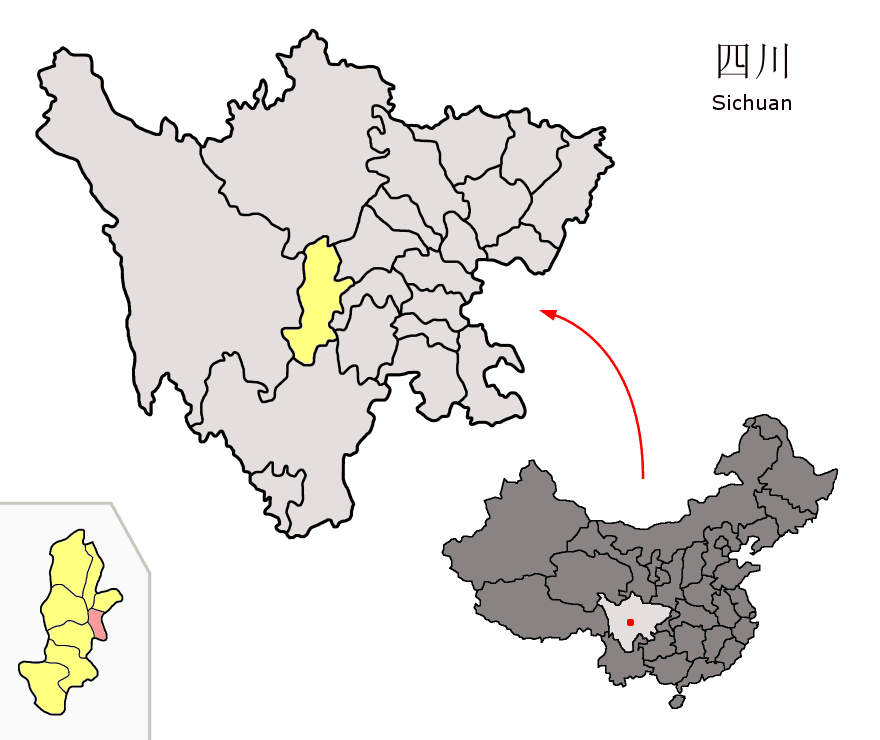
위청 구의 위치

위청구(한국어: 우성구, 중국어: 雨城区, 병음: Yǔchéng Qū)는 중화인민공화국 쓰촨성 야안 시의 현급 행정구역이다. 넓이는 1067km2이고, 인구는 2007년 기준으로 350,000명이다.

## 기후

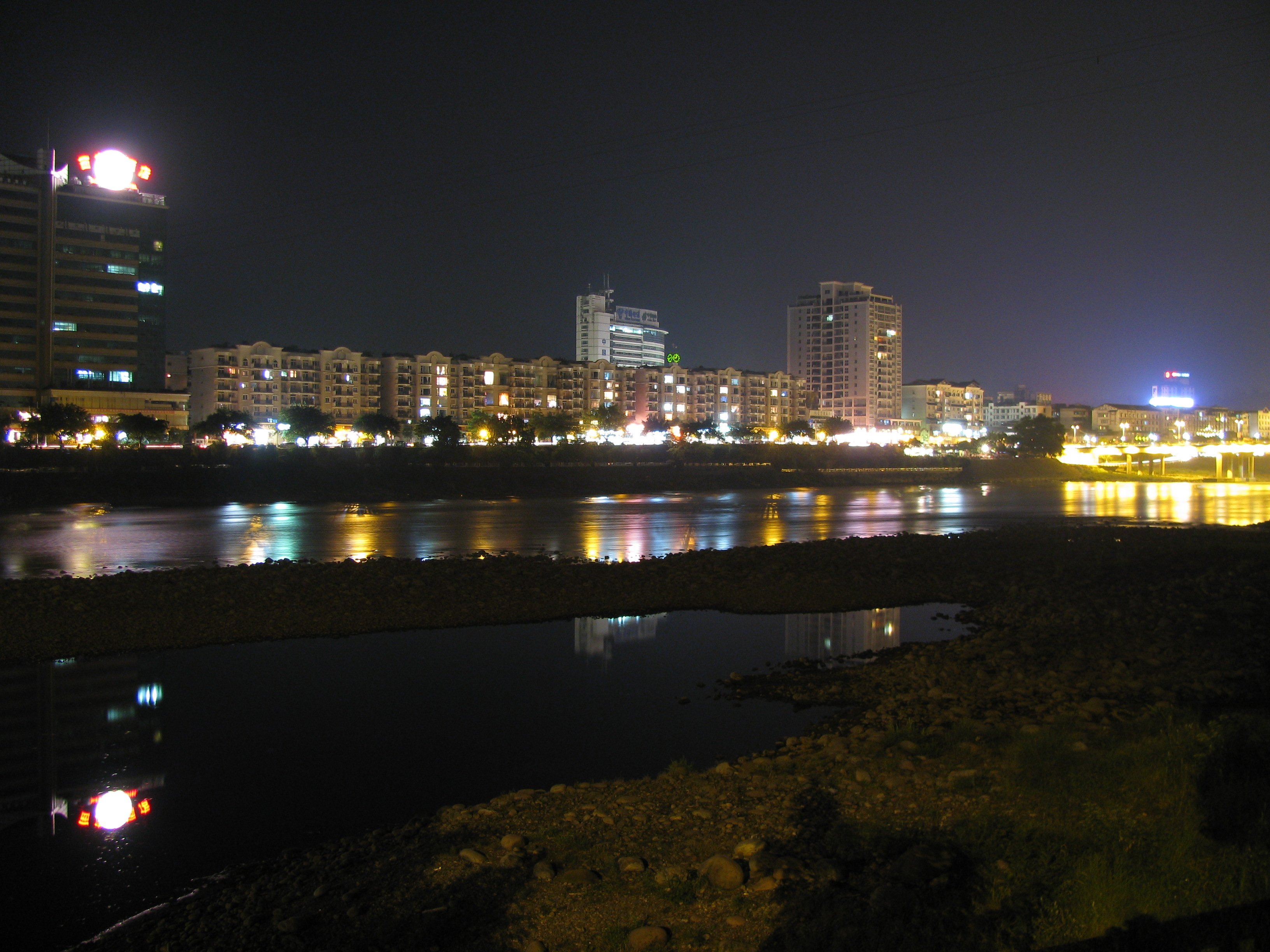
위청 구 동부 지역에서의 야경.

연평균 기온은 16.2°C이고 연평균 강수량은 1774.3mm이다.

## 행정 구역
4개 가도, 12개 진, 6개 향을 관할한다.
- 가도: 东城街道, 西城街道, 河北街道, 青江街道.
- 진: 北郊镇, 草坝镇, 合江镇, 大兴镇, 对岩镇, 沙坪镇, 中里镇, 上里镇, 严桥镇, 晏场镇, 多营镇, 碧峰峡镇.
- 향: 南郊乡, 八步乡, 观化乡, 孔坪乡, 凤鸣乡, 望鱼乡.